# Ablis
Ablis är en kommun i departementet Yvelines i regionen Île-de-France i norra Frankrike. Kommunen ligger i kantonen Saint-Arnoult-en-Yvelines som tillhör arrondissementet Rambouillet. År 2022 hade Ablis 3 814 invånare.

## Befolkningsutveckling
Antalet invånare i kommunen Ablis
| Referens: INSEE |